# Katy Cavanagh
Kathryn Sarah "Katy" Collins, más conocida como Katy Cavanagh, es una actriz inglesa. Entre sus roles destaca Julie Carp en la serie Coronation Street.

## Biografía
Katy está casada con el cineasta Chris Jupe, la pareja le dio la bienvenida a su primer hijo Noah Jupe en el 2005, su segundo hija Jemma Jupe nació en el 2007. El 27 de noviembre de 2012 Katy anunció que ella y Chris estaban esperando a su tercer hijo, le dieron la bienvenida a Jacobi Jupe en abril del 2013.

## Carrera
En 1998 se unió al elenco recurrente de la serie The Cops donde interpretó a Mel hasta el 2001.
En el 2000 apareció en la serie médica Holby City donde dio vida a Lucy Harper. Ese mismo año apareció por primera vez en la serie policíaca The Bill donde interpretó a Leanne Gibbs durante el episodio "Nightwork", posteriormente apareció nuevamente en el 2006 donde interpretó a Maria Clyne durante el episodio "436" y finalmente su última aparición en la serie fue en el 2008 donde dio vida a Linda Johnson en dos episodios.
En el 2004 apareció como invitada en la serie Dalziel and Pascoe donde interpretó a la detective sargento Dawn "Spike" Milligan.
El 25 de abril de 2008 se unió al elenco principal donde interpreta a la maquinista Julie Carp, la hija de Colin Grimshaw y tía de Jason y Todd Grimshaw, hasta ahora. En febrero del 2015 se anunció que Katy dejaría la serie ese mismo año.

## Filmografía
- Series de televisión.:

| Año             | Título                       | Personaje                  | Notas                               |
| --------------- | ---------------------------- | -------------------------- | ----------------------------------- |
| 2008 - presente | Coronation Street            | Julie Carp                 | 618 episodios                       |
| 2008            | The Cops                     | Detective Stuart           | 2 episodios                         |
| 2008            | The Bill                     | Linda Johnson              | 2 episodios                         |
| 2007            | Blue Murder                  | Geraldine Pettigrew        | episodio "Crisis Management"        |
| 2007            | The Street                   | Tracy                      | episodio # 2.1                      |
| 2006            | The Royal                    | Carol Buxton               | episodio "Seeking Refuge"           |
| 2006            | Shameless                    | Shirley Lawson             | episodio # 3.4                      |
| 2005            | Bodies                       | Harriet Hurley             | 2 episodios                         |
| 2005            | The Golden Hour              | Una Campbell               | episodio # 1.1                      |
| 2004            | Dalziel and Pascoe           | Det. Dawn "Spike" Milligan | 5 episodios                         |
| 2003            | Burn It                      | Kelly                      | 2 episodios                         |
| 2002            | Ted and Alice                | Joy                        | -                                   |
| 2001            | Judge John Deed              | Monika Latymer             | episodio "Appropriate Response"     |
| 2001            | Bob & Rose                   | Anita Kendrick             | 6 episodios                         |
| 2001            | Where the Heart Is           | Sally Merrick              | episodio "Choices"                  |
| 1998 - 2001     | The Cops                     | Mel                        | 24 episodios                        |
| 2000            | Peak Practice                | Lynne Rhodes               | episodio "Hit and Run"              |
| 2000            | Holby City                   | Lucy Harper                | 2 episodios                         |
| 1997            | A Dance to the Music of Time | Billson                    | episodio "The Thirties" - miniserie |
| 1997            | Wycliffe                     | Mrs. Vassie                | episodio "Strangers"                |

- Películas.:

| Año  | Título                                | Personaje     | Notas                                                                                    |
| ---- | ------------------------------------- | ------------- | ---------------------------------------------------------------------------------------- |
| 2006 | Cracker                               | Helen         | junto a Robbie Coltrane, Anthony Flanagan, Stefanie Wilmore, Andrea Lowe y Barbara Flynn |
| 2006 | The Family Man                        | Tina          | junto a Suzy Aitchison, Pal Aron, Joanna Bacon, Michelle Collins y Channei Bain          |
| 2004 | A Line in the Sand                    | Leanne        | junto a Ross Kemp, Saskia Reeves y Mark Bazeley                                          |
| 2003 | Rehab                                 | Sam           | junto a Daniel Mays, Gary Lewis, Paul Popplewell, Andrew Tiernan y Ray Panthaki          |
| 2001 | Ice Cool Reception                    | Nikki         | corto - junto a Clint Dyer y Abigail Toyne                                               |
| 2001 | Vacuuming Completely Nude in Paradise | Sheila        | junto a Timothy Spall, Michael Begley y Caroline Ashley                                  |
| 2000 | A Likeness in Stone                   | Cathy         | junto a Jonathan Firth, Andrew Lincoln y Ruth Jones                                      |
| 2000 | Blue Kenny                            | Tania Barrett | corto - junto a William Thomas                                                           |
| 1999 | Sex 'n' Death                         | Ruby          | junto a Paula Bacon, Nicholas R. Bailey, Natasha Bell y Martin Clunes                    |

- Apariciones.:

| Año  | Programa                 | Notas          |
| ---- | ------------------------ | -------------- |
| 2012 | All Star Family Fortunes | episodio # 7.6 |

## Premios y nominaciones
| Año  | Categoría       | Premio            | Serie             | Resultado |
| ---- | --------------- | ----------------- | ----------------- | --------- |
| 2012 | Funniest Female | Inside Soap Award | Coronation Street | Nominada  |